# Epirhyssa araucariae
Epirhyssa araucariae är en stekelart som beskrevs av Porter 1978. Epirhyssa araucariae ingår i släktet Epirhyssa och familjen brokparasitsteklar. Inga underarter finns listade i Catalogue of Life.